# Eredivisie der Frauen (Floorball)
Die Eredivisie ist seit 2011 die höchste Spielklasse im niederländischen Floorball (Unihockey). In der Saison 2024/25 spielten 9 Mannschaften in der Staatsmeisterschaft inkl. Phase 1, von denen vier die Eredivisie erreichten. Meister wurde der UFC Utrecht.

## Modus

### Phase 1
In der sogenannten Phase 1 spielen alle gemeldeten Damen-Teams zunächst eine einfache Round Robin. Die besten vier Teams nehmen an der Eredivisie teil, die übrigen Teams an der Eerste Divisie.

### Eredivisie
Die vier Ligateilnehmer spielen in der Hauptrunde zunächst eine doppelte Round Robin.
Die drei Bestplatzierten erreichen die Top-3-Runde, in der zunächst in einem Play-off-Halbfinale der Zweit- gegen den Drittplatzierten spielt. Der Sieger dieser Partie erreicht das Endspiel gegen den Ersten der Hauptrunde.
|  | Halbfinale | Halbfinale         | Halbfinale |  |  | Finale | Finale              | Finale |  |  |  |  |
|  |            |                    |            |  |  |        |                     |        |  |  |  |  |
|  | 2          | Zweiter Hauptrunde |            |  |  |        |                     |        |  |  |  |  |
|  | 3          | Dritter Hauptrunde |            |  |  | GH     | Gewinner Halbfinale |        |  |  |  |  |
|  | 3          | Dritter Hauptrunde |            |  |  | GH     | Gewinner Halbfinale |        |  |  |  |  |
|  |            |                    |            |  |  | 1      | Sieger Hauptrunde   |        |  |  |  |  |
|  | 1          | Sieger Hauptrunde  |            |  |  |        |                     |        |  |  |  |  |
|  | 1          | Sieger Hauptrunde  |            |  |  |        |                     |        |  |  |  |  |

Aufgrund der Phase 1 findet kein Auf- und Abstieg zwischen Eredivisie und Eerste Divisie statt. Stattdessen gibt es eine abschließende Play-Off-Partie zwischen dem Letzten der Eredivisie und dem Sieger der Eerste Divisie. Weitere Play-Off-Partien bestreiten der 2. und 3. der Eerste Divisie sowie der 4. und 5. der Eerste Divisie.

## Mannschaften 2024/25
In der Saison 2024/25 sind vier Mannschaften in der Eredivisie vertreten:
| Mannschaft  | Heimatstadt        |
| ----------- | ------------------ |
| UFC Utrecht | Utrecht            |
| UC Face Off | Groningen          |
| HSK Agents  | Amsterdam/Den Haag |
| Sonics      | Amersfoort         |

## Meister
| Jahr | Meister                  | Jahr | Meister                  | Jahr | Meister             |
| ---- | ------------------------ | ---- | ------------------------ | ---- | ------------------- |
| 2000 | —                        | 2010 | HDM Floorball            | 2020 | — (Corona-Pandemie) |
| 2001 | —                        | 2011 | Floorball Agents         | 2021 | — (Corona-Pandemie) |
| 2002 | —                        | 2012 | UC Face Off              | 2022 | Sonics              |
| 2003 | Haagse Straathockey Klub | 2013 | Sonics                   | 2023 | HSK Agents          |
| 2004 | WUV Stick Together       | 2014 | UC Face Off              | 2024 | HSK Agents          |
| 2005 | UC Face Off              | 2015 | UC Face Off              | 2025 | UFC Utrecht         |
| 2006 | WUV Stick Together       | 2016 | Haagse Straathockey Klub |      |                     |
| 2007 | UC Face Off              | 2017 | UFC Utrecht              |      |                     |
| 2008 | HDM Floorball            | 2018 | Hot Flames               |      |                     |
| 2009 | Sonics                   | 2019 | UFC Utrecht              |      |                     |